# Serravalle Sesia
Serravalle Sesia é uma comuna italiana da região do Piemonte, província de Vercelli, com cerca de 5.003 habitantes. Estende-se por uma área de 20 km², tendo uma densidade populacional de 250 hab/km². Faz fronteira com Borgosesia, Crevacuore (BI), Gattinara, Grignasco (NO), Guardabosone, Lozzolo, Prato Sesia (NO), Romagnano Sesia (NO), Sostegno (BI).

## Demografia
| Variação demográfica do município entre 1861 e 2011                               |
|                                                                                   |
| Fonte: Istituto Nazionale di Statistica (ISTAT) - Elaboração gráfica da Wikipedia |